# Кубок Латвии по футболу 2003
Ку́бок Ла́твии по футбо́лу 2003 года — 62-й розыгрыш Кубка Латвии по футболу.

## 1/64 финала
| Дата       | Хозяева                 | Счёт        | Гости                |
| ---------- | ----------------------- | ----------- | -------------------- |
| 04.05.2003 | Латвияс Финиерис (Рига) | 5:3 (д. в.) | Салдус               |
| 03.05.2003 | Сенаторс (Рига)         | 1:4         | Албертс (Рига)       |
| 04.05.2003 | Виола-2 (Елгава)        | 2:0         | Фотомикс (Бауска)    |
| 04.05.2003 | Вента (Вентспилс)       | 2:0         | Мику (Лиепая)        |
| 03.05.2003 | Фламинко (Рига)         | 1:2         | Сконто/Юниорс (Рига) |
| 04.05.2003 | Ринужи (Рига)           | 5:2         | Линде (Кулдига)      |
| 04.05.2003 | Офрисс (Рига)           | 4:0         | Лудза-2              |
| 03.05.2003 | Кварцс (Мадона)         | 0:2         | Виесулис (Рига)      |
| 03.05.2003 | Дижванаги-2 (Резекне)   | 4:1         | Гулбене              |
| 04.05.2003 | РСК (Лудза)             | 0:3 (т. п.) | МБС (Алуксне)        |
| 04.05.2003 | Абулс (Смилтене)        | 0:1         | ЮФЦ Рига             |

## 1/32 финала
| Дата       | Хозяева                    | Счёт | Гости                   |
| ---------- | -------------------------- | ---- | ----------------------- |
| 03.05.2003 | Диттон/Юниорс (Даугавпилс) | 1:2  | Илуксте                 |
| 03.05.2003 | Юрмала                     | 8:0  | Варавиксне (Лиепая)     |
| 07.05.2003 | Виола (Елгава)             | 1:0  | ЮФЦ Рига                |
| 07.05.2003 | Ринужи (Рига)              | 1:3  | Сконто/Юниорс (Рига)    |
| 11.05.2003 | Вента (Вентспилс)          | 2:0  | Виола-2 (Елгава)        |
| 11.05.2003 | Албертс (Рига)             | 1:2  | Латвияс Финиерис (Рига) |
| 10.05.2003 | Виесулис (Рига)            | 4:2  | Офрисс (Рига)           |
| 11.05.2003 | МБС (Алуксне)              | 4:3  | Дижванаги-2 (Резекне)   |

## 1/16 финала
| Дата       | Хозяева                      | Счёт | Гости                   |
| ---------- | ---------------------------- | ---- | ----------------------- |
| 17.05.2003 | Виесулис (Рига)              | 0:1  | Виола (Елгава)          |
| 17.05.2003 | Вента (Вентспилс)            | 2:0  | Дижванаги (Резекне)     |
| 18.05.2003 | РАФ (Елгава)                 | 0:3  | Юрмала                  |
| 18.05.2003 | Намейс (Екабпилс)            | 0:4  | Латвияс Финиерис (Рига) |
| 18.05.2003 | Балву Вилки (Балви)          | 0:8  | Диттон (Даугавпилс)     |
| 18.05.2003 | МБС (Алуксне)                | 0:8  | ЮФЦ Сконто (Рига)       |
| 18.05.2003 | Илуксте                      | 0:3  | Мультибанк (Рига)       |
| 20.05.2003 | Зибенс/Земессардзе (Илуксте) | 3:1  | Сконто/Юниорс (Рига)    |

## 1/8 финала
| Дата       | Хозяева            | Счёт | Гости                        |
| ---------- | ------------------ | ---- | ---------------------------- |
| 24.05.2003 | Виола (Елгава)     | 0:5  | Динабург (Даугавпилс)        |
| 24.05.2003 | Металлург (Лиепая) | 5:0  | Вента (Вентспилс)            |
| 24.05.2003 | Ауда (Рига)        | 0:8  | Сконто (Рига)                |
| 24.05.2003 | Вентспилс          | 11:0 | Латвияс Финиерис (Рига)      |
| 24.05.2003 | Гауя (Валмиера)    | 2:3  | Диттон (Даугавпилс)          |
| 24.05.2003 | РКБ Арма (Рига)    | 0:4  | ЮФЦ Сконто (Рига)            |
| 24.05.2003 | Юрмала             | 2:0  | Мультибанк (Рига)            |
| 24.05.2003 | Рига               | 3:0  | Зибенс/Земессардзе (Илуксте) |

## 1/4 финала
| Дата       | Хозяева               | Счёт         | Гости              |
| ---------- | --------------------- | ------------ | ------------------ |
| 01.06.2003 | Динабург (Даугавпилс) | 0:1          | Рига               |
| 01.06.2003 | Сконто (Рига)         | 4:1          | Металлург (Лиепая) |
| 01.06.2003 | Вентспилс             | 2:0          | ЮФЦ Сконто (Рига)  |
| 01.06.2003 | Диттон (Даугавпилс)   | 1:1 (п. 3:5) | Юрмала             |

## 1/2 финала
| Дата       | Хозяева       | Счёт | Гости  |
| ---------- | ------------- | ---- | ------ |
| 15.06.2003 | Сконто (Рига) | 4:1  | Рига   |
| 15.06.2003 | Вентспилс     | 3:1  | Юрмала |

## Финал
| Дата       | Хозяева       | Счёт | Гости     |
| ---------- | ------------- | ---- | --------- |
| 28.09.2003 | Сконто (Рига) | 0:4  | Вентспилс |

| 28 сентября 2003 | \| Сконто (Рига) \| 0:4 (0:3) \| Вентспилс \| \| \| Голы \| Агафонов 10′ · Смирнов 22′ · Римкус 43′ · Стукалин 55′ (пен.) \| | Стадион «Сконто», Рига Зрителей: 4 500 Судья: Владимир Осипов (Лиепая) |
| Сконто (Рига)    | 0:4 (0:3) | Вентспилс                                                              |
|                  | Голы | Агафонов 10′ · Смирнов 22′ · Римкус 43′ · Стукалин 55′ (пен.)          |

| Обладатель Кубка Латвии 2003 |
| ---------------------------- |
| «Вентспилс» 1-й титул        |